# International Christian University

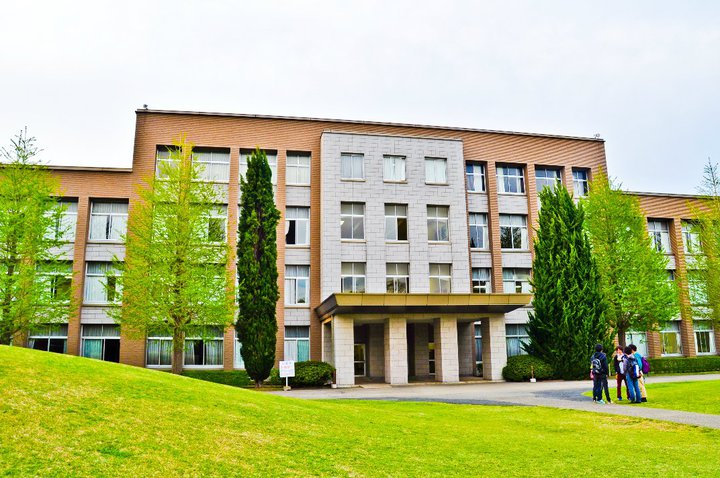
Blick auf das Hauptgebäude

Die International Christian University (japanisch 国際基督教大学, Kokusai Kiristo-kyō daigaku; kurz: ICU) ist eine private Universität in Japan. Sie liegt in Mitaka, einer Stadt in der Präfektur Tōkyō. Etwa 3000 Studenten sind dort immatrikuliert.

## Übersicht
Die ICU wurde 1953 als Stiftung gegründet, die 15 verschiedene protestantische Glaubensrichtungen der USA und eine Gruppe von japanischen protestantischen Glaubensrichtungen vereinte. Ziel war es, höhere Bildung auf christlicher Basis zweisprachig – Japanisch und Englisch – zu vermitteln.
Erster Präsident der Universität war Yuasa Hachirō. Das administrative und erzieherische System ähnelt dem amerikanischen College mit Kursen in Geisteswissenschaften, Sozialwissenschaften, Naturwissenschaften, Sprachen und Pädagogik.
Eine angeschlossene Oberschule integriert Kinder aus japanischen Familien, die aus dem Ausland zurückkehren.
Die ICU hat vielfältige Kontakte mit ausländischen Universitäten. In Deutschland sind es die Freie Universität Berlin und die Universität Münster.

## Forschungseinrichtungen
Die ICU verfügt (2016) über acht Forschungseinrichtungen, die auch Konferenzen planen und durchführen. Sie bieten den Studenten die Möglichkeit, Forscher aus Japan und aus dem Ausland zu treffen.
- Institute of Educational Research and Service (IERS)
- Social Science Research Institute (SSRI)
- Institute for the Study of Christianity and Culture (ICC)
- Institute of Asian Cultural Studies (IACS)
- Peace Research Institute (PRI)
- Research Center for Japanese Language Education (RCJLE)
- Institute for Advanced Studies of Clinical Psychology (IASCP)
- Center for Gender Studies (CGS)

## Bekannte Absolventen
- Toyohiro Akiyama (* 1942), Fernseh-Journalist
- Kazuo Hirai (* 1960), Sony-Manager
- Laura Imai Messina (* 1981), italienische Schriftstellerin
- Prinzessin Kako (* 1994)
- Hiroaki Kitano (* 1961), Informatiker
- Prinzessin Mako (* 1991)
- Jay Rockefeller (* 1937), US-amerikanischer Politiker
- Hirotaka Takeuchi (* 1946), Wissenschaftstheoretiker

Koordinaten: 35° 41′ 13,2″ N, 139° 31′ 46″ O